# الحرب السورية الخامسة
الحرب السورية الخامسة (باليونانية: Ε΄ Συριακός πόλεμος)‏ (بالإنجليزية: Fifth Syrian War)‏ وهي حرب دارت حوالي (202–195 ق.م)، بين السلوقيين والبطالمة. وهي الصراع الخامس بين مصر البطلمية والسلوقيين، ولكن وهذه المرة كان السلوقيين مدعومين من مقدونيا بقيادة فيليب الخامس.
بعد وفاة بطليموس الرابع (204 ق.م) نشب صراع حول تولي وريثه بطليموس الخامس وصاية العرش لصغر سنه حينئذ. بدأ الصراع بقتل زوجة الملك وشقيقته آرسينوي الثالثة على يد الوزيرين أغاتوكلس وسوسيبيوس. ضل مصير سوسيبيوس غير واضح بالنسبة لنا حتى الآن، ولكن يبدو أن أغاتوكلسقد أمسك بزمام الأمور لبعض الوقت حتى تم إعدامه من قبل الانقلابيين السكندريين. تم تمرير زمام الأمور من مستشار إلى آخر، وعمت المملكة البطلمية فوضى عارمة.
انتهر أنطيوخوس الثالث الفرصة للاستفادة من الصراعات الداخلية في المملكة البطلمية، وأبرم تحالفاُ مع الملك المقدوني فيليب الخامس عام (203 ق.م) بهدف غزو وتقسيم المملكة البطلمية وجهزوا حملة اتجهت إلى سوريا الجوفاء، هزم أنطيوخوس الثالث جيش بطليموس الخامس في معركة بانيوم بالقرب من بانياس كما بسط سيطرته على ميناء صيدا الاستراتيجي.
أرسل البطالمة مبعوثين إلى روما لطلب الدعم عام (201 ق.م)، وبدورها ارسلت روما مبعوثين إلى كل من الملك فيليب الخامس ملك مقدونيا و أنطيوخوس الثالث عام (200 ق.م) حاملين رسالة مفادها عدم غزو مصر. كي لا يعاني الرومان من نقص في امدادات الحبوب التي كانت تأتيهم من مصر بهدف الحفاظ على هذا المورد لدعم معقلهم الأصلي في روما. وبما أن أياً من الملكين لم يكونا يخططان لغزو مصر نفسها، فقد امتثلا عن طيب خاطر لمطالب روما. و سيطر أنطيوخوس الثالث بعدئذعلى معظم فلسطين دون مقاومة كبيرة، لكنه فشل في السيطرة على أية مدن ساحلية أخرى. وفي تلك الأثناء قام الملك المقدوني فيليب الخامس بغزو ميليتوس وقاعدتها البحرية في حرب ضد أتالوس الأول ملك بيرغامون كما غزا أيضا ساموس التابعة للبطالمة.
أكمل أنطيوخوس الثالث إخضاع سوريا الجوفاء عام (198 ق.م) ومضى في مداهمة معاقل تولميموس الساحلية المتبقية في كاريا و قيليقية.
أجبرت المشاكل الداخلية الحادة بطليموس الخامس على السعي إلى تحقيق سلام سريع مرغما في أكثر الظروف غير المواتية، حيث خلقت الحركة القومية للسكان المصريين، التي بدأت قبل الحرب وتوسعت بفضل دعم الكهنة المصريين، اضطرابات وأعمال شغب في جميع أنحاء البلاد، كما وأدت المشاكل الاقتصادية للدولة إلى زيادة الضرائب، ما ساهم بشكل أكبر في تعزيز الحركة القومية المصرية آنذاك.
وبهدف صب اهتمامه على حل القضايا الداخلية، أبرم بطليموس الخامس معاهدة سلام مع أنطيوخوس الثالث عام (195 ق.م)، متنازلا فيها عن سوريا وغيرها من مناطق السيطرة الآسيوية للسلوقيين كما وافق أيضا على الزواج من كليوباترا الأولى بنت أنطيوخوس الثالث.